# Crenshaw (Missisipi)
Crenshaw – miasto w Stanach Zjednoczonych, w stanie Missisipi, w hrabstwie Panola.